# Pasta
La pasta es un conjunto de alimentos preparados con una masa cuyo ingrediente básico es la sémola, mezclada con agua, y a la cual se puede añadir sal, huevo u otros ingredientes, conformando un producto que generalmente se cuece en agua hirviendo. 
En Oriente son habituales la harina de trigo (como en los fideos chinos lamian), de alforfón (Fagopyrum esculentum) o de arroz (Oryza sativa), mientras que la mayor parte de las recetas occidentales siguen la tradición italiana (por ejemplo, la tradición de pasta emiliana, pasta de Campania, pasta de Liguria, etc.), por lo tanto emplean harina de trigo candeal (Triticum durum).
También pueden añadirse otros ingredientes de manera opcional:
- Huevo: le otorga consistencia.
- Verduras u hortalizas: aportan vitaminas y minerales, además de color.
- Suplementos de proteínas: soja, leche, etc. Son las denominadas pastas fortificadas.
- Suplementos de vitaminas y minerales: Son las pastas llamadas enriquecidas.

## Etimología
El término pasta en su etimología procede del  latín tardío «pasta» y a su vez del griego antiguo «παστα» (pastá) gachas, forma de «πασσειν» (pássein), que quiere decir esparcir o espolvorear.

## Historia de la pasta

### Asia
Algunos científicos han desenterrado lo que llaman «los fideos más antiguos que se conocen» con casi cuatro milenios de antigüedad, informa el periódico The New York Times. Son delgados, amarillos, miden 50 centímetros de largo y están hechos de un mijo originario de China. Se descubrieron en un tazón de barro sepultado bajo una capa de sedimento de tres metros de espesor cerca del río Huang Ho (río Amarillo) en el noroeste de China. La revista Nature señala que es probable que el lugar fuese arrasado por un terremoto y una “inundación catastrófica” hace aproximadamente cuatro mil años. El origen de esta pasta es parecido a lo que se dio paralelamente en diferentes partes de Eurasia (tanto en lugares como China como en Oriente Medio y en Italia), el Times recoge la siguiente opinión de uno de los descubridores, Houyuan Lu, de la Academia de Ciencias de China: «Esta investigación ha demostrado que una de las primeras producciones de fideos tuvo lugar en China, aunque de manera independiente y no relacionada con las que se desarrollaron en Occidente, en lugares como Italia».
En el sur de Anatolia —en las ruinas de una de las ciudades más antiguas del mundo: Hattusa— se han encontrado restos de platos con una especie de pasta hecha a base de granos locales, por lo que es posible que también los Hititas (o sus antepasados) desarrollaran algún tipo de pasta alimenticia, de manera igualmente independiente a las que se desarrollaron en China y en Italia.

### Italia
El origen de la pasta italiana es diferente al asiático. Las investigaciones históricas adjudican el origen de la pasta, en Italia, a la antigua civilización etrusca (siglo IX a. C.), que la elaboraba mediante el machaque o trituración de diversos cereales y granos mezclados con agua, que luego cocían y resultando un alimento sabroso y nutritivo. Cuando los griegos fundaron Nápoles adoptaron un plato que hacían los nativos y consistía en una pasta de harina de cebada y agua que luego secaban al sol y por extensión lo llamaron makària. En la antigua Roma, también se encuentran referencias de platos de pasta a partir del siglo III a. C.. De hecho, el propio Cicerón, político y orador romano, habla de su pasión por el lagănum, las laganæ, que son tiras de pasta largas (pasta en forma de láminas anchas y chatas, elaboradas con harina de trigo) utilizadas en la gastronomía italiana aún hoy en día y conocidas con el nombre de làgane, pasta primordial de la cual derivaron los posteriores y diferentes formatos de pastas largas italianas actuales.
En esa época los romanos desarrollaron instrumentos, utensilios y procedimientos (las máquinas) para la elaboración de la pasta de lasaña. A partir de ahí, desde la Antigüedad clásica y, sobre todo posteriormente, durante la Edad Media, las pastas secas italianas (pastasciutta) han presentado una gran facilidad tanto para el transporte como para el almacenamiento. Esto después que la expansión y dominio de Roma fomentó el cultivo de los cereales en toda la cuenca mediterránea.
El hecho de que en el capítulo CLXXI de Los viajes de Marco Polo se haga referencia sobre el uso de la pasta en China, ha generado leyendas donde se adjudicaba la introducción de la pasta en Italia a Marco Polo en el siglo XIII, diciendo que la trajo a su vuelta de uno de sus viajes a China, en 1271, sin embargo estas leyendas (surgidas en los Estados Unidos durante la década de 1930) no coinciden con la realidad histórica, dado que  las referencias más antiguas a la pasta italiana (tal como la conocemos hoy en día y en particular a los spaghetti, derivados a su vez del láganum de época romana) en Italia datan del año 1152, un siglo antes que lo señalado en la leyenda de Marco Polo, por eso que la teoría de Polo esta completamente refutada por todos los historiadores del tema, que coinciden en que la pasta fue generada de manera paralela, independiente y diferente, tanto en Italia como en China, sin que una sea derivada de otra, siendo las dos alimentos distintos y no relacionados entre sí.
La forma de elaborar pasta italiana a base de harina de trigo y sus recetas son las que se han extendido primero por Europa, luego América y resto del mundo occidental.

### América

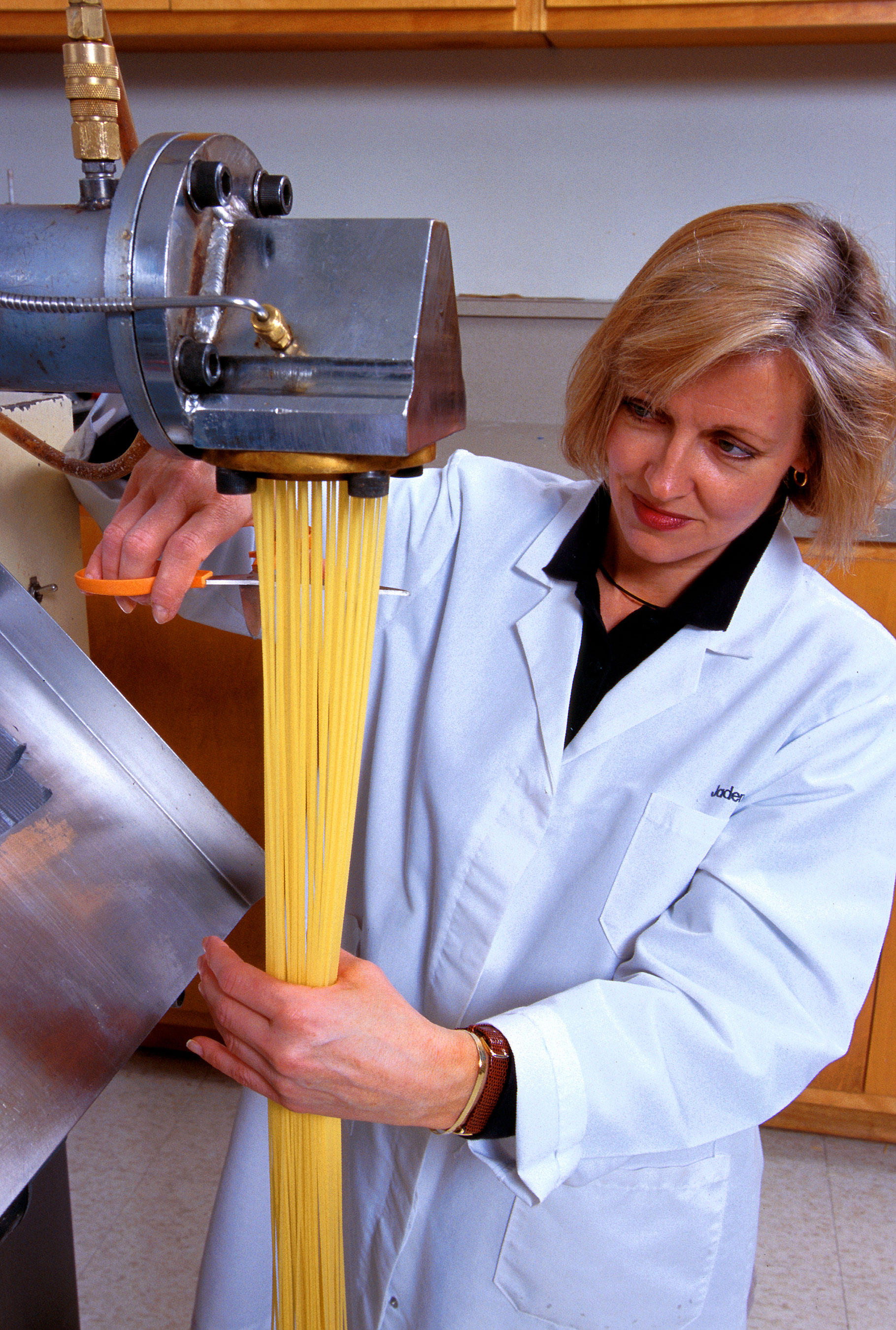
Fabricación industrial de pastas.

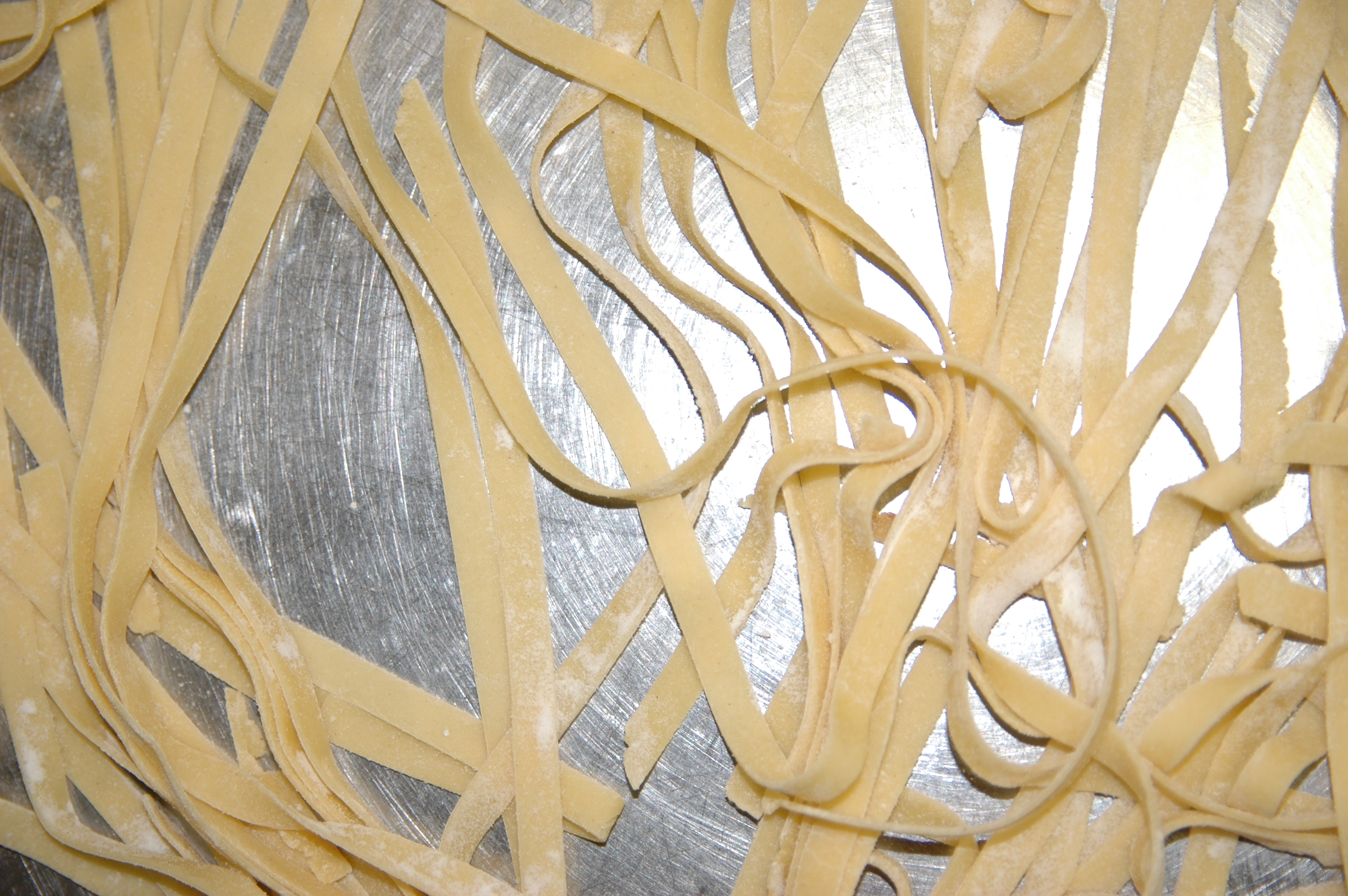
Pastas frescas.

#### Argentina
Con respecto a la producción de pasta en Argentina, al igual que lo que sucedió en Brasil, Venezuela y Estados Unidos, los inmigrantes italianos comenzaron lentamente a progresar y a acumular pequeñas cantidades de capital con el que emprendieron distintos tipos de negocios. Surgió así la oportunidad para implementar ciertas técnicas de producción a pequeña y mediana escala a fin de comenzar a abastecer los mercados de proximidad.
Desde allí, y hasta los primeros años del siglo XX, se produjeron mejoras notables en las técnicas de producción que incluyeron la incorporación de fuerza motriz, túneles de secado, rodillo mecánico y moldes para cortar la pasta en distintos formatos, hasta llegar al sistema de producción continuo en 1917 basándose en las técnicas italianas.
De acuerdo a varios testimonios podemos afirmar que para el año 1853 existían en la provincia de Buenos Aires al menos diez establecimientos, y que para 1858 ya producía la que iba a ser la más grande e innovadora empresa pastera nacional por muchos años: Oneto & Cia. de Miguel Oneto.

#### Brasil
En Brasil la introducción de la pasta en sus hábitos alimenticios se debe a los inmigrantes italianos, especialmente en la región del Sur. El creciente interés hizo surgir pequeñas fábricas de pasta en el país, teniendo siempre como mano de obra una familia italiana. Era una producción rudimentaria, de bajo volumen y casera, antes de que surgieran las primeras industrias de fabricación de pasta.
Hay lugares en Brasil en los que se utiliza el término de origen italiano "macarrão" para referirse a cualquier tipo de masa de pasta, desde espaguetis, pasta de  letras y otras formas utilizadas en diversas sopas y cocimientos.

#### Colombia
En Colombia, así como en otros países hispanos, la pasta llegó con los inmigrantes italianos. En 1892 se fundan dos fábricas de pasta, "El Gallo" y "El Papagayo". Su fusión existe hoy día, se trata de pastas "Doria".

#### Costa Rica
Acerca del origen del consumo de pastas en Costa Rica la autora costarricense Marjorie Ross González comenta en su libro de 1999 lo siguiente:

Difícil es determinar cuándo vinieron a nuestras tierras los espaguetis (macarrones), está fuera de discusión que la llegada de los inmigrantes italianos a finales del siglo pasado y principios del actual, popularizó una serie de recetas elaboradas con pasta, sin embargo se sabe que en documentos de siglos anteriores ya figuran las pastas entre los artículos de importación en Costa Rica.

Se sabe entonces que desde el siglo XVII los colonos españoles y algunos inmigrantes italianos esporádicos traerían recetas de pasta al territorio costarricense, pero sería a partir de las centurias XIX y XX que los miles de inmigrantes italianos añadirían decenas de pastas nuevas que hoy día gozan de una intrínseca popularidad en la cocina de Costa Rica, pues el país es el mayor consumidor de pastas en toda Centroamérica y el Caribe, y uno de los mayores de Latinoamérica, siendo la nación más pequeña de toda la lista.
De esta manera, existen en Costa Rica decenas de recetas de macarrones, espaguetis y pastas que son platos criollos nacionales. Entre ellos se puede mencionar a: los macarrones con achiote y cerdo, la sopa de fideos y el casado, al que se le incorporan variedad de pastas (desde canelones hasta macarrones). Con respecto a la fabricación de pastas, en 1902 radica en la nación, proveniente de Italia, la familia Musmanni, conformada por el matrimonio de don Nicolás y doña Teresa Musmanni, además de sus hijos Domingo, Carmela y Antonio, quienes fundan el primer negocio de pastas, como tal, en el país.

#### México
Traída al país tanto por españoles como por italianos, la pasta es el ingrediente principal de muchos platillos. Uno de ellos, es la sopa de pasta, muy común en el centro de México. Se prepara con pasta (macarrones, fideos, letras, entre otros) y caldo. Cuando se sirve sin caldo se denomina sopa seca de pasta.
Otra receta de pasta conocida es la sopa de fideos con frijol. Si bien el fideo es una aportación de la cocina italiana al mundo, en algunas partes del sur de México, se cocina el fideo con un “fondo” de frijol, lográndose un sencillo manjar.
Las primeras fábricas industrializadas de pasta de México se fundaron en los años veinte, estando entre las que funcionan hoy en día marcas como La Moderna o La Aurora.

#### Panamá
En 1856 existió en Panamá un restaurante italiano llamado "La Bella Italia", en el cual posiblemente se servía pasta a los comensales.
Entre 1935-1939, la pionera de la cocina del sur de Italia en el istmo fue Doña María Cardone de Martino, que al igual que otras damas italianas de la época en el sector de Santa Ana, ofrecían en pequeños locales sus pastas y pizzas a propios y extraños, surgiendo así los primeros vestigios de la cocina italiana comercial en Panamá.
Con respecto a la producción de pasta, se sabe que en 1932 inició sus operaciones la primera fábrica de pastas alimenticias "La Suprema", en la provincia de Colón; un año después, la planta es trasladada a la Ciudad de Panamá; y en el año 1959 obtiene un nuevo edificio en la Urbanización Los Ángeles, Centro Industrial.
Al igual que en Costa Rica, en Panamá se le llama "macarrones" a los espaguetis. Posiblemente este sea un arcaísmo, derivado del italiano maccheroni, término que antiguamente se utilizaba como sinónimo de "pasta". Hay que tomar en cuenta que no fue sino hasta el año 1824 que por primera vez aparecería por escrito el término "spaghetti", en un texto del poeta italiano Antonio Viviani (“Li maccheroni di Napoli”), para referirse a este tipo de pasta, que antes era conocida con otros términos italianos como vermicelli o simplemente maccheroni. 
También cabe señalar que antaño, aparte del "macarrón", otra pasta muy conocida era el tallarín, que según el libro llamado "El panameño visto a través de su lenguaje" era una "cinta estrecha de pasta de macarrones que generalmente se usa para sopa".
En la actualidad la pasta sigue siendo un alimento tradicional de los domingos o días especiales, en recetas como "macarrones con gallina guisada en salsa de achiote" o "macarrones con puerco". También son populares las ensaladas de pasta como los "coditos con tuna".

#### Perú
Cuando los italianos empezaron a migrar al Perú durante principios del siglo XX, los peruanos adoptaron su amor por la pasta y comenzaron a preparar recetas italianas tradicionales con pequeñas variaciones, siendo una de ellas los "tallarines rojos" basados en las clásicas tagliatelle con ragù alla bolognese originarias de la ciudad de  Bologna y los "tallarines verdes" adaptación de los tagliolini al pesto de Génova, en Italia.
En la región de Mala es famosa la "sopa bruta", un plato a base de fideos, cuya particularidad es que al transcurrir algunos minutos, los fideos absorben el caldo y la preparación se va desecando poco a poco. Es posible que su origen esté relacionado con el de la sopa bruta catalana o, más probablemente, con algún otro plato regional italiano. En otras regiones hay un platillo similar conocido como "sopa seca", cuya consistencia es menos líquida.

#### Venezuela
Debido a la gran inmigración italiana en este país, según datos de la International Pasta Organisation (I.P.O), en 2011 Venezuela se clasificaba como el octavo productor mundial de pastas alimenticias y el tercero de América, produciendo 341.554 toneladas de este alimento. Además, era el segundo consumidor per cápita de pastas alimenticias del mundo, con un estimado de 12,3 kg de pasta per cápita al año, únicamente por detrás de Italia (26,0 kg). Es muy común en este país consumir la pasta aderezándola con kétchup, mayonesa y/o salsa rosada.

## Tipos de pastas

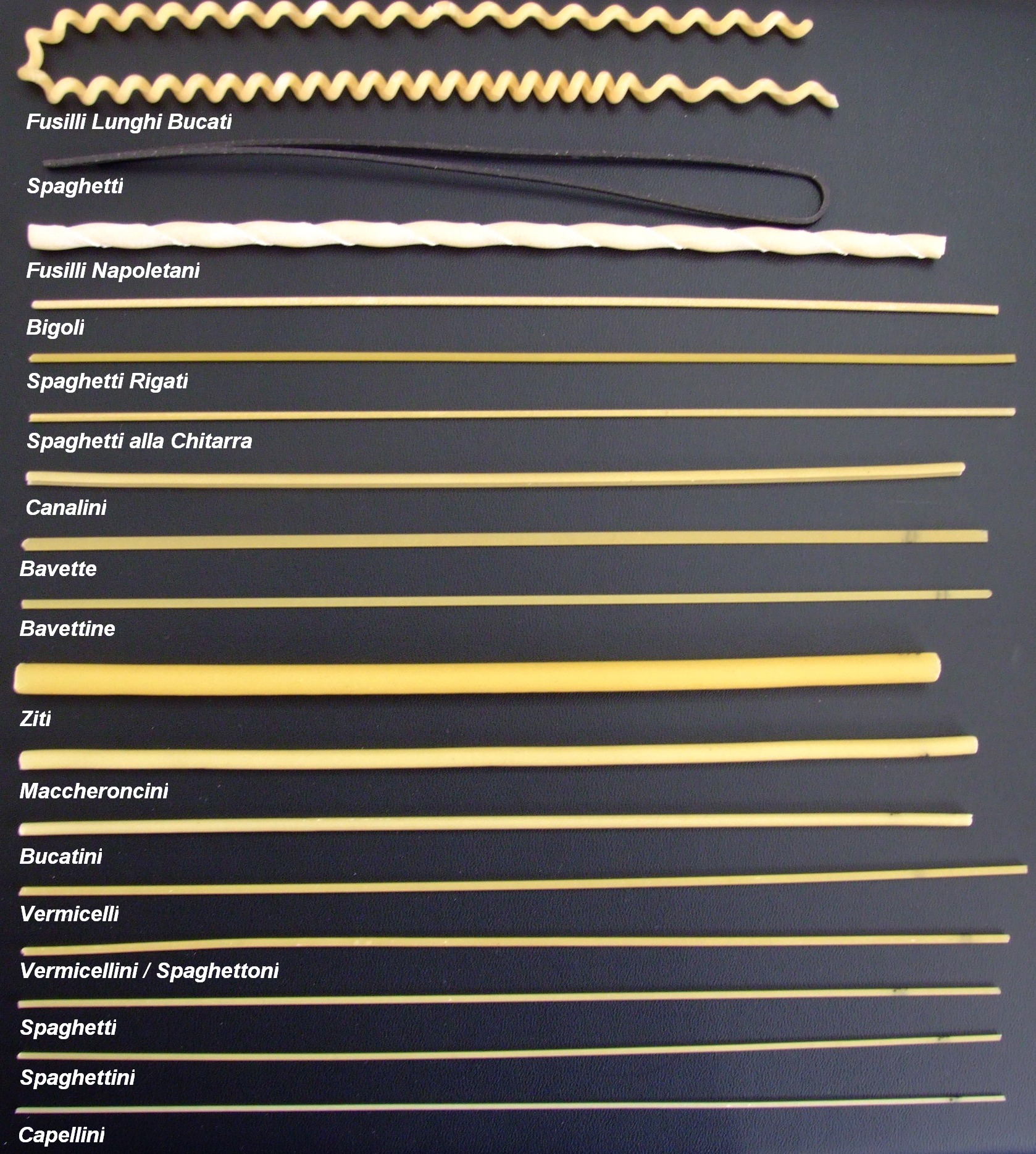
Pastas largas.

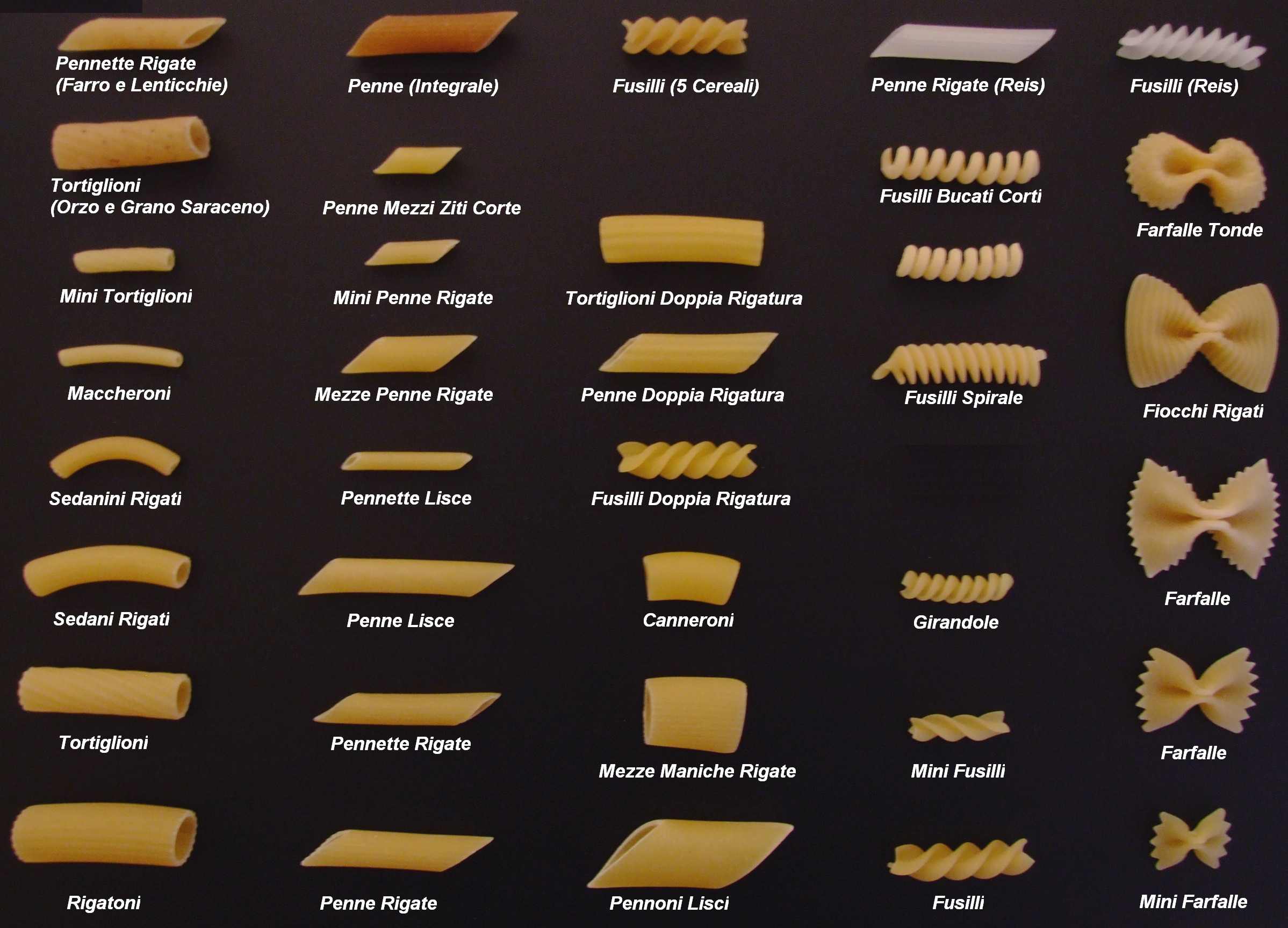
Pastas cortas.

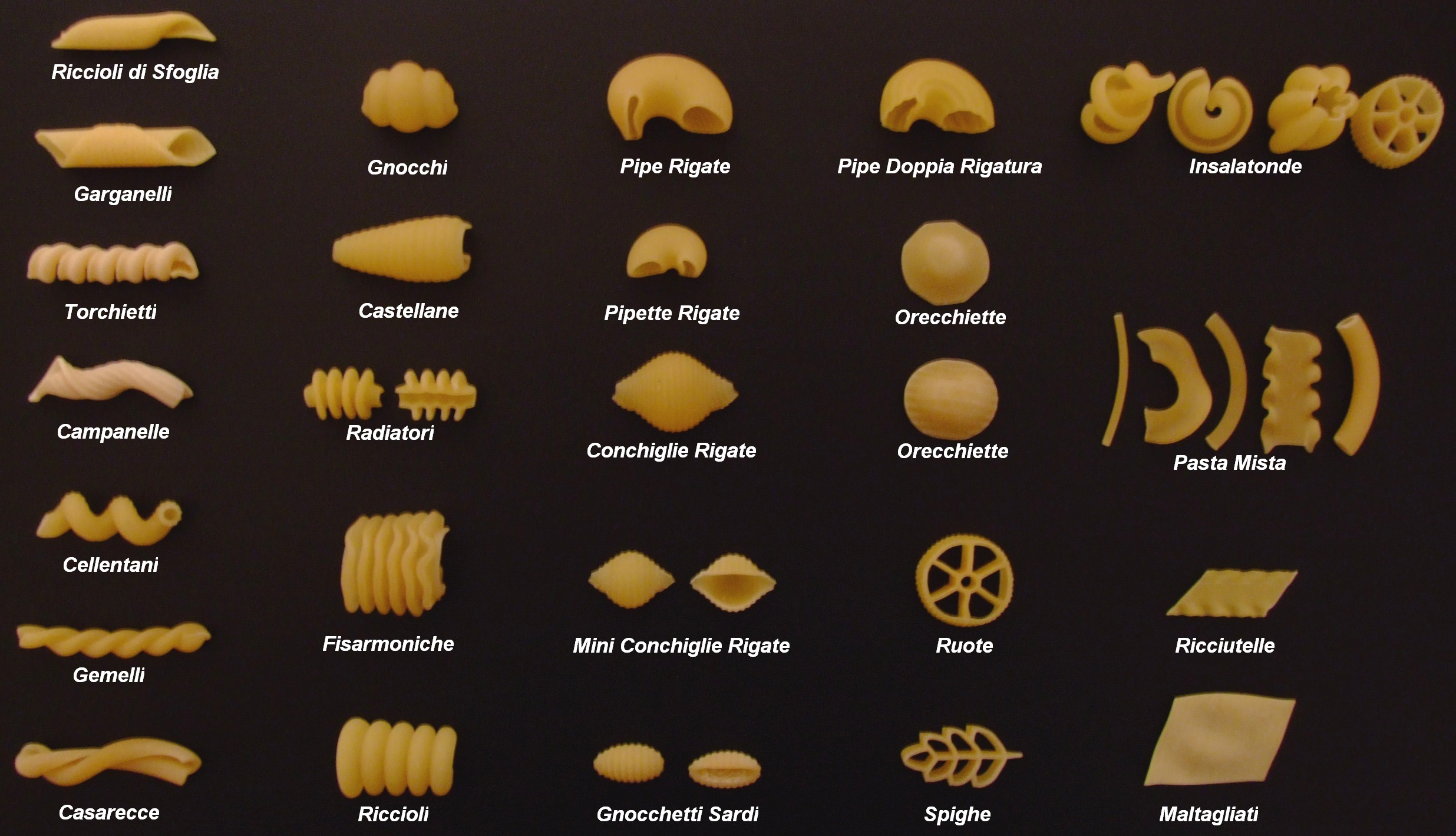
Pastas cortas

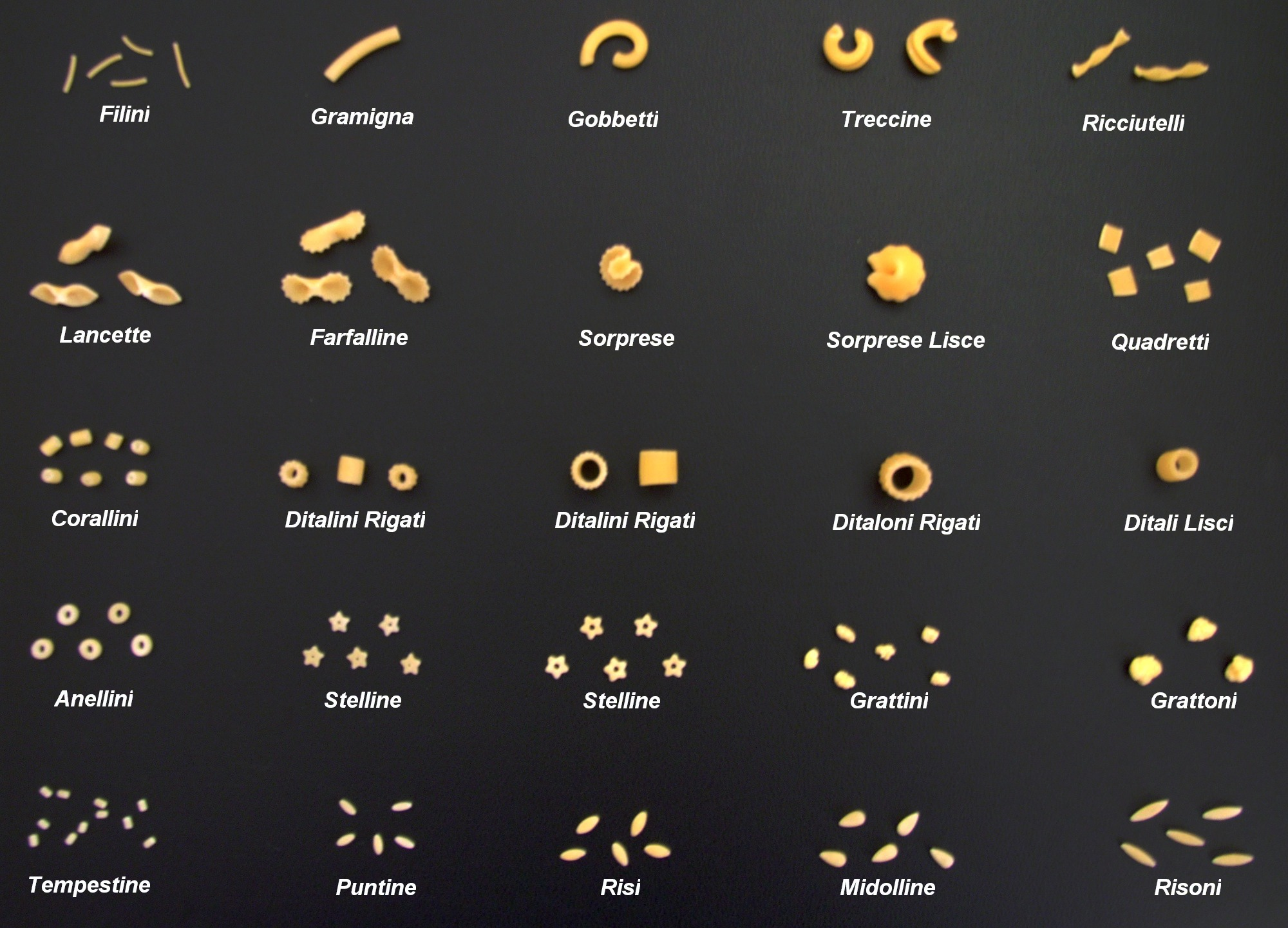
Pasta diminuta (pastina, usada en sopas).

La pasta puede ser fresca o seca, existiendo también variedades que se caracterizan por ser rellenas.

### Pastas largas
- spaghetti (espaguetis), alargados y con sección circular;
- tagliatelle (tallarines), similares a los espaguetis pero con sección rectangular o plana. Sus medidas oscilan los 7 mm y 8 mm de ancho;
- vermicelli ("gusanitos"), similares a los espaguetis pero más gruesos[28] (en algunos países occidentales es común utilizar la palabra italiana vermicelli refiriéndose a algunas tipologías de fideos chinos distintos y no relacionados con los italianos, como los llamados "vermicelli de arroz", y en este caso más delgados que los espaguetis).
- pappardelle, es una banda plana de hasta 2,5 cm de ancho;
- fettuccine, alargada y plana, de 6 mm de ancho;
- linguine ("pequeñas lenguas"), similar a los fettuccini, pero de 3 mm de ancho;
- capellini, cabellos de ángel alargados de sección circular, pero muy delgados.
- ziti, espaguetis gruesos ahuecados en el centro;
- bucatini, similar a los ziti pero menos gruesos;
- capelli d'angelo ("cabellos de ángel"), muy delgado y de rápida cocción.

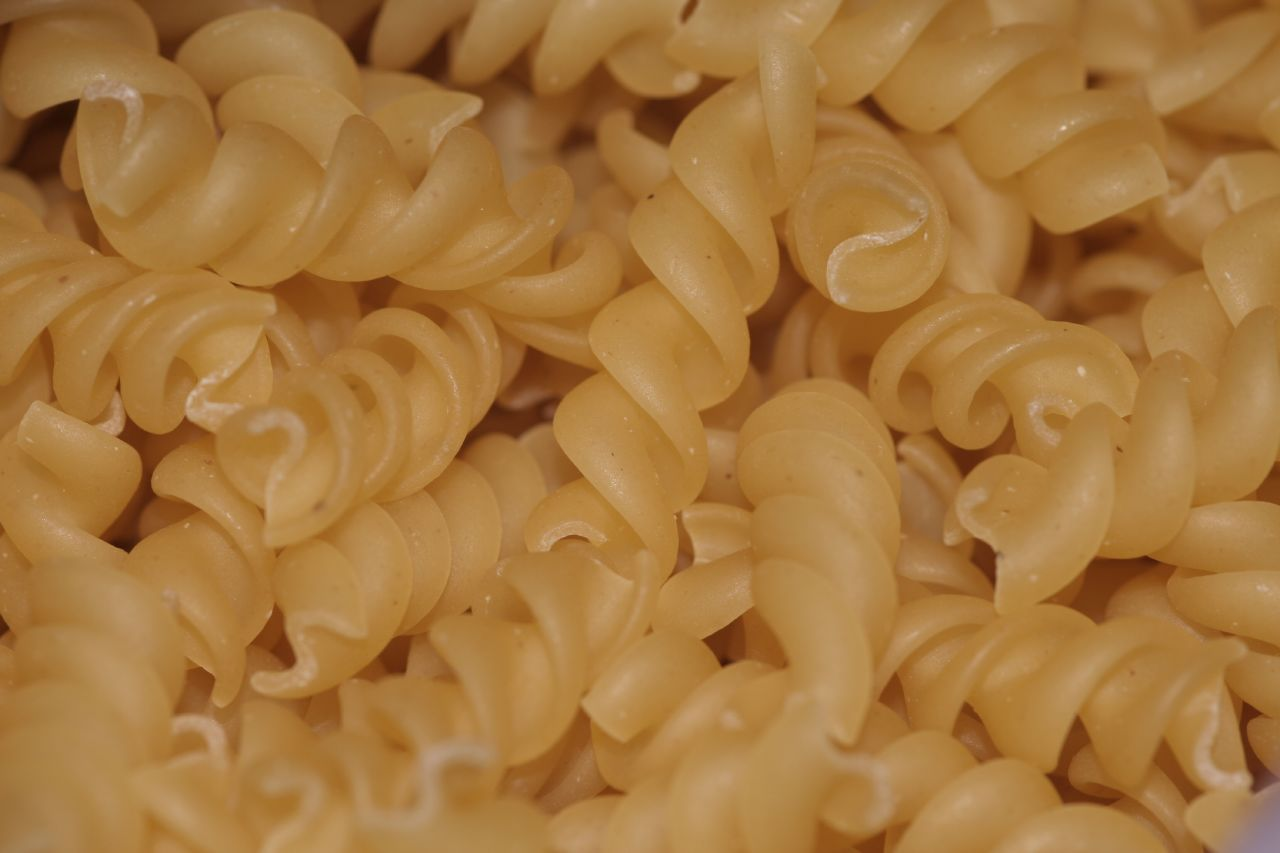
Fusilli.

### Pastas cortas
- maccheroni (macarrones), con forma de tubo estrecho, ligeramente curvo o recto;
- rigatoni, pasta tubular con estrías paralelas, de 3,5 cm de largo;
- tortiglioni, pasta tubular con estrías levemente enroscadas, recta;
- penne ("plumas"), con forma de tubo corto, estriado en su cara exterior y cortado al sesgo;
- gnocchi (ñoquis), pasta de puré de patatas y harina, con forma ovalada;
- fusilli, hélice, forma de pajarita o tornillo de Arquímedes;
- rotini, similar a los fusilli pero más cortos;
- farfalle ("mariposas"), con forma de mariposa y bordes dentados;
- gomitini ("coditos"), como los macarrones, pero con forma tubular y semicircular;
- ditalini ("dedalitos"), pasta tubular muy corta, empleada para el minestrone;
- risoni ("lenguas de pajaro"), pasta en forma de granos de arroz, empleada mayormente en consomés.

### Pastas rellenas
Las pastas rellenas son un subgénero de las pastas, de fabricación artesanal e industrial, que se diferencias de las pastas secas en su armado, teniendo estas una preparación adicional (por fuera de la masa) y siendo generalmente cerradas. Además, las porciones de pastas rellenas suelen ser por unidad, y no por gramo como en las pastas secas, ya que están son ostensiblemente de mayor tamaño. En cuanto a su relleno, son utilizables casi todos los productos utilizados comúnmente en la gastronomía (todo tipo de carnes, vegetales, purés, mariscos, quesos y embutidos).
Se usan también discos de masa fina, de entre 8 y 13 cm de diámetro, cortados a mano o con máquinas cortadoras o troqueladoras, utilizados para conformar empanadas de diferentes rellenos.
Al igual que en las pastas secas, en las pastas rellenas existen numerosos tipos aparte de los mencionados, algunos de los cuales son:
- los ravioli, con forma de paquetito cuadrado;
- los tortellini, con forma de rollito anudado dentro del cual se incluye un relleno de carne, queso parmesano, u otros ingredientes;
- los tortelloni, similares a los tortellini pero más grande y rellenos con requesón y espinaca, u otros vegetales;
- los pansotti, rellenos con queso, jamón y otros ingredientes, y con forma de media luna;
- los cappelletti, pasta rellena en forma de pequeño sombrero;
- los agnolotti, raviolis con borde redondeado.

#### Variedades dietéticas de pasta
En su formulación se cambian unos ingredientes por otros en función de patologías o etapas de la vida.
- Integrales: en vez de usar harina blanca, se usa la integral.
- Pasta para niños: es una mezcla de harina predigerida, leche en polvo y azúcares.
- Pasta para diabéticos: una parte del almidón es sustituida por proteínas, u otro ingrediente, con el fin de reducir el contenido de carbohidratos.
- Pasta para enfermos renales: las proteínas son reemplazadas por los carbohidratos, para bajar el nivel proteico, pero consiguiendo un alimento energético.
- Pasta para hipertensos: se amasa con agua destilada y sin sal.
- Pasta para personas con obesidad o sobrepeso: el almidón es sustituido por sustancias no asimilables.
- Pasta para celíacos: no contienen gluten. Se elaboran a base de harina de maíz o arroz, agua y almidón de maíz.

## Aporte a la nutrición
La pasta aporta de media 370 kcal (1546,6 kJ) cada 100 g. El principal aporte a la nutrición es el hidrato de carbono, un 13 % de proteína y un 1,5 % de grasas y minerales. Si la pasta contiene huevo, esta posee más proteína. Si no se añade nada, la pasta queda de color crudo (ligeramente amarillento). Las pastas de colores aportan también algunas vitaminas del grupo B, ya que en su preparación se utilizan hortalizas tales como espinacas (verde), tomate (rojo anaranjado), zanahoria (naranja claro), etc.
El aporte nutricional y calórico depende, a su vez, de la salsa que acompañe a la pasta. En la zona 
mediterránea de Europa, se prefiere el uso de aceite de oliva, tomate, pimienta, pescado y 
sal marina, para la preparación de esta.